# Arrhinenzephalie
Die Arrhinenzephalie oder Arhinenzephalie ist eine sehr seltene angeborene Fehlbildung mit Fehlen des Riechhirns (Rhinenzephalon) und häufig auch der Stirnlappen des Großhirns.
Der Begriff setzt sich zusammen aus der Verneinungspartikel (Alpha privativum) altgriechisch ἀν- an-, vor „rh“ angeglichen zu ἀρ- ar-, altgriech. ρίς, ρίν- rhīs, rhīn, deutsch ‚Nase‘ und altgriech. ἐγκέφαλος enképhalos, deutsch ‚Gehirn‘. Beide Schreibungen (mit „arrh“ und mit „arh“) sind gebräuchlich, vergleiche auch die Schreibungen bei Arrhythmie.
Die Erstbeschreibung erfolgte im Jahre 1882 durch Johann Kundrat.
Der Begriff wird heute etwas unterschiedlich verwendet als Synonym für
- Holoprosenzephalie[4]
- für die alobäre Form der Holoprosenzephalie[5]
- als Arhinenzephalie-Syndrom für Holoprosenzephalie[6]

## Vorkommen
Die Arrhinenzephalie kann mit einer Vielzahl an Fehlbildungen vergesellschaftet sein, familiär auftreten sowie bei einer Reihe von Syndromen vorliegen:
- AFD Typ Rodriguez
- Chromosom-18p-Monosomie
- Deletion 7q36[9]
- Embryofetopathia diabetica
- Fryns-Syndrom
- Holoprosenzephalie
- Kallmann-Syndrom
- Kraniotelenzephale Dysplasie
- Kurzripp-Polydaktylie-Syndrome
- Mikrodeletionssyndrom 7q11.23, distal
- Mikrodeletionssyndrom 7q31
- Mikrogastrie - Extremitätenverkürzung
- Trisomie 13
- Pallister-Hall-Syndrom
- Rubinstein-Taybi-Syndrom
- Smith-Lemli-Opitz-Syndrom
- Steinfeld-Syndrom (Holoprosenzephalie - Radius-, Herz- und Nierenfehlbildungen)
- Williams-Beuren-Syndrom